# Jonas Klemensas Sungaila
Jonas Klemensas Sungaila (* 19. Februar 1948 in Žibininkai, Wolost Polangen, jetzt Rajongemeinde Kretinga; † 21. Juli 2022) war ein litauischer Politiker und Kommunalbeamter, von 1997 bis 2000 Bürgermeister der Rajongemeinde Jonava.

## Leben
1967 absolvierte Sungaila das Technikum für Mechanisation der Landwirtschaft in Smalininkai bei Jurbarkas und von 1981 bis 1986 studierte an der Lietuvos žemės ūkio akademija in Kaunas. Ab 1972 leitete er den Kolchos in Liepiai und von 1980 bis 1986 den Kolchos Kulva. Von 1986 bis 1990 war Sungaila stellvertretender Vorsitzender des Ausführungskomitee der Volksdeputaten des Rajons Jonava (stellvertretender Bürgermeister). Von 1990 bis 1997 war er Direktor von Landwirtschaftsbetrieb „Beržų kompleksas“. Von 1997 bis 2000 war er Bürgermeister von Jonava.
Seit 1997 sitzt er sim Stadtrat Jonava. Von 2011 bis 2016 arbeitete er als Verwaltungsdirektor der Rajongemeinde. Im März 2016 wurde er als Autofahrer 1,65 Promille betrunken von der Polizei festgehalten. Danach wurde er deswegen von seinem Amt entlastet.
Sungaila ist Präsident des Clubs der Veteranen-Basketball-Mannschaft „Beržas“.